# Амманати, Бартоломео
Бартоломе́о Аммана́ти (Амманнати) (итал. Bartolomeo Ammannati; 18 июня, 1511, Сеттиньяно, Тоскана — 13 апреля, 1592, Флоренция, Тоскана) — один из самых известных скульпторов и архитекторов маньеризма флорентийской школы. Работал в Венеции, Падуе, Риме, Флоренции. Близкий друг и единомышленник Джорджо Вазари, вместе с которым организовал в 1561 году «Академию рисунка» во Флоренции.

## Биография
Родившийся в Сеттиньяно близ Флоренции в 1511 году, Бартоломео в возрасте двенадцати лет осиротел и, чтобы выжить, поступил учеником в мастерскую скульптора и живописца Баччо Бандинелли. Около 1530 года он отправился в Венецию, привлечённый славой Якопо Сансовино, которому помогал в 1537 году при постройке библиотеки Сан-Марко. Он создал скульптуру Нептуна (разрушенную обрушением здания в 1750 году) и некоторые рельефы в арках.
В 1544 году Амманати переехал в Падую. В 1546 году он, вероятно, проектировал гробницу для Марко Мантуи Бенавидеса в церкви дельи Эремитани (Chiesa degli Eremitani). Возможно, дворец Тревизан-Мион (Trevisan-Mion) и выполнял многие другие работы. Тогда же он переехал в Рим и был представлен Дж. Вазари папе Юлию III.В 1550 году в Урбино Бартоломео женился на поэтессе Лауре Баттиферри, с которой у него не было детей, но всю жизнь супругов связывала искренняя любовь.
В 1555 году, после смерти Юлия III, Бартоломео Амманати вернулся вслед за Вазари во Флоренцию, ко двору великого герцога Тосканы Козимо I Медичи. Первой работой, которую он получил, был фонтан под названием «Юнона», который должен был находиться в Палаццо Веккьо, в Салоне деи Чинквеченто, напротив трибуны Бандинелли. Позднее эту работу Франческо I Медичи поместил в сад виллы Пратолино. Эта и другие произведения Амманати, созданные между 1555 и 1561 годами, Микеланджело назвал «прекрасными фантазиями»; со временем они стали экспонатами в музее Барджелло.
В 1561 году Амманати вместе с Джорджо Вазари и Аньоло Бронзино был в числе организаторов престижной «Академии рисунка» (Accademia del Disegno), созданной во Флоренции при поддержке великого герцога Козимо I.
В последние десятилетия жизни Амманати сблизился с миром иезуитов. С 1572 года задокументированы первые контакты художника с орденом в связи с проектом расширения флорентийского коллегиума (теперь Палаццо дельи Сколопи). В 1575 и 1576 годах Амманнати был в Риме, где подружился с отцом-генералом ордена Эверардо Меркуриано и с Антонио Поссевино, возможно, при посредничестве флорентийского патриция Лудовико Корбинелли, ставшего иезуитом в 1567 году. Под влиянием религиозно-моральных требований ордена художник пришёл к осуждению своих юношеских взглядов; восприняв дух контрреформации, он заклеймил воспроизведение в камне нагих тел как преступление против нравственности.
25 марта 1587 года Бартоломео Амманати, не имея детей, вместе с женой составил завещание, избрав иезуитский коллегиум Флоренции своим единственным наследником. В ноябре 1589 года он потерял жену. Последние годы его жизни были посвящены исключительно религиозному творчеству. Художник скончался 13 апреля 1592 года от паралича в своем доме на Виа делла Стуфа. Похоронен вместе с женой в церкви иезуитов Сан-Джованнино-дельи-Сколопи во Флоренции.
Многие из его рисунков хранятся в Кабинете рисунков и гравюр (Gabinetto dei Disegni e Stampe) галереи Уффици во Флоренции и в Библиотеке Риккардиана (лат. Biblioteca Riccardiana). Документы, оставленные Обществу Иисуса, ныне хранятся в Государственном архиве Флоренции.

## Творчество
«Один из самых беспокойных художников своего века, Амманати был типичным интерпретатором „интеллектуального маньеризма“, предназначенного для элиты утончённых княжеских дворов, и любителей итальянской „прекрасной манеры“, к которой он относился. Как скульптор он подражал Микеланджело».
На флорентийской площади Синьории возвышается самая известная из композиций Бартоломео Амманати — фонтан Нептуна (итал. La Fontana del Nettuno). Он работал над ней десять лет (1563—1577) вместе с учениками, среди которых был Джамболонья. В 1559 году Амманати пришлось столкнуться с конкурсом на создание главного общественного фонтана во Флоренции вместе с Бенвенуто Челлини, Винченцо Данти, Джамболоньей, Франческо Москино и Винченцо де Росси. Но после того, как его коллега и главный конкурент Баччо Бандинелли умер в 1560 году, заказ на строительство Фонтана Нептуна был передан Амманати, который пользовался покровительством жены герцога Козимо I Медичи Элеоноры ди Толедо.
Беломраморная скульптура Нептуна широко известна во Флоренции. Огромный размер, странные пропорции статуи, разномасштабность фигуры морского бога, тритонов и нимф дали флорентийцам повод именовать скульптуру иронично, но всё же любовно: «Бьянконе» (итал. Il Biancone — Белый великан). Гипертрофированные пропорции: огромная голова, широкие плечи, как и фигуры трубящих в раковины тритонов, буквально «застрявших» между ног «Белого великана», демонстрируют характерные особенности маньеристической скульптуры и архитектуры второй половины XVI века во Флоренции — «тенденцию смешения масштабов, несоразмерности и даже несуразности отношений величин». Это особенно заметно при сравнении «Бьянконе» с находящимся неподалёку, здесь же, на Пьяцца Синьория «Давидом» Микеланджело: две эпохи (Высокое Возрождение и маньеризм), два стиля и два по-своему выдающихся художника.
«Нептуна» Амманати подвергали резкой критике, как со стороны соперников (комментарий Челлини, который в своей автобиографии охарактеризовал художника как «достойного» последователя ненавистного Баччо Бандинелли), так и со стороны интеллектуалов двора Медичи: «Амманати смог показать свои способности с большим трудом, поэтому простые люди придумали для статуи название „Бьянконе“, под которым она известна до сих пор, а это означает, что единственная поразительная вещь в этой скульптуре — белый мрамор, в дополнение к насмешливому рефрену „Амманато, Амманато, сколько мрамора ты испортил!“ (Ammanato, Ammanato, Quanto bel marmo t’hai sciupato!)». Фраза приписывается Бенвенуто Челлини, яростному конкуренту Амманати.
Несмотря на критику, Бартоломео Амманати продолжал работать над другими фонтанами и садовыми статуями, такими как группа «Геракл и Антей» для фонтана, созданного Никколо Триболо, и аллегорическая фигура Апеннин в садах Виллы Медичи в Кастелло близ Флоренции.
Папа Юлий III поручил Амманати создание скульптур в церкви Сан-Пьетро-ин-Монторио в Риме, над архитектурой которой работал Вазари. Амманати вошёл в круг сотрудников архитектора Джакомо да Виньола в Риме, с которым вместе с Вазари возводил по образцу древнеримских вилл в 1551—1555 годах Виллу Джулия.
В истории искусства Амманати остался прежде всего как умелый строитель. Во Флоренции он возвёл мост Санта-Тринита через реку Арно и довёл до конца крупнейший строительный проект чинквеченто — Палаццо Питти. В 1558 году начались работы по расширению главной резиденции влиятельной флорентийской семьи Питти.
Главный фасад дворца, выходящий на площадь, оформлен типично флорентийским рустом, окна имеют характерную арочную форму. Вход во дворец ведёт в большой двор, иногда неверно называемый курдонёром («парадным двором»). Выступающие боковые корпуса главного фасада Палаццо Питти действительно создают впечатления полузакрытой площади, но, в отличие от французской традиции, в архитектуре итальянского ренессанс-маньеризма дворы (кортиле) всегда находятся внутри здания, за главным фасадом, и изолированы от улицы. Таков двор Палаццо Питти, великолепный образец флорентийской архитектуры, созданный Амманати в 1558—1560 годах. Двор образует «навесную» галерею, с которой, как с бельведера, открывается вид на сады Боболи.
Фасады внутреннего двора и садовые фасады дворца работы Амманати имеют рустику, пересекающую полуколонны ордерной суперпозиции наподобие «муфтированных колонн», зрительно обесценивающих тектоничность архитектурной композиции. Это черта характерная для искусства флорентийского маньеризма второй половины XVI века. Между 1558 и 1570 годами Амманати создал монументальную лестницу первого этажа Палаццо Питти и расширил боковые корпуса в сторону сада. На галерее (террасе) был установлен большой фонтан, позднее получивший прозвание «Артишок» (Fontana del Carciofo), спроектированный Джованни Франческо Сусини, помощником Джамболоньи.
Именно Амманати довелось воплотить в жизнь предложенный Микеланджело проект лестницы вестибюля библиотеки Лауренциана (1555—1571) — шедевра архитектуры переходного стиля от маньеризма к барокко.
В 1528—1534 годах по заказу кардиналов Лоренцо и Роберто Пуччи Амманати построил Палаццо Пуччи на одноимённой улице и в 1577—1590 годах по заказу Франческо Пуччи перестроил фасад флорентийской церкви Сан-Микеле.
В качестве придворного художника семьи Медичи он работал для многих важных заказчиков: строил и перестраивал дворцы, оформлял интерьеры. В 1572 году папа Григорий XIII заказал надгробие со статуей Христа для своего племянника Джованни Бонкомпаньи в Кампосанто в Пизе. В Лукке Амманати реконструировал Палаццо дельи Анциани (1577—1581), в Вольтерре — двор аббатства Санти Джусто и Клементе и Палаццо Вити, в Ареццо — церковь Санта-Мария-ин-Гради, а в Серавецце дворец Медичи (1564).
Анализируя вклад Бартоломео Амманати в западноевропейскую архитектуру XVI века, Б. Р. Виппер писал: 

 Художник с широким кругозором, соединяющий таланты скульптора и архитектора, побывавший и в Венеции, и в Падуе, и в Урбино, Амманати развернул свою главную деятельность во Флоренции и Риме. В скульптуре — ученик Баччо Бандинелли и Якопо Сансовино, в архитектуре Амманати сложился в кругу Микеланджело и Вазари и испытал влияние Антонио да Сангалло младшего и Виньолы. Но стиль, который он в конце концов выработал, был вполне самостоятельным стилем, наиболее ярко выражавшим во флорентинской архитектуре придворно-аристократические тенденции эпохи. Среди флорентинских архитекторов XVI века Амманати выделялся богатой фантазией в области декора. Ему принадлежит наибольшее количество новых мотивов и деталей, часто странных и неоправданных, как многое в эту тревожную эпоху… Декоративная изобретательность Амманати проявляется как в малых, так и в больших формах, как в отдельных мотивах, так и в общих композиционных замыслах… Вместе с тем за этой, кажущейся произвольной, игрой воображения ясно чувствуется определённая последовательность принципов, отражающих противоречия эпохи. Так, например, бросается в глаза, что принципу расчленения стены в архитектуре Возрождения Амманати последовательно противопоставляет принцип обрамления, создавая на стене ордерные комбинации, помимо или вопреки её тектонике

## Галерея

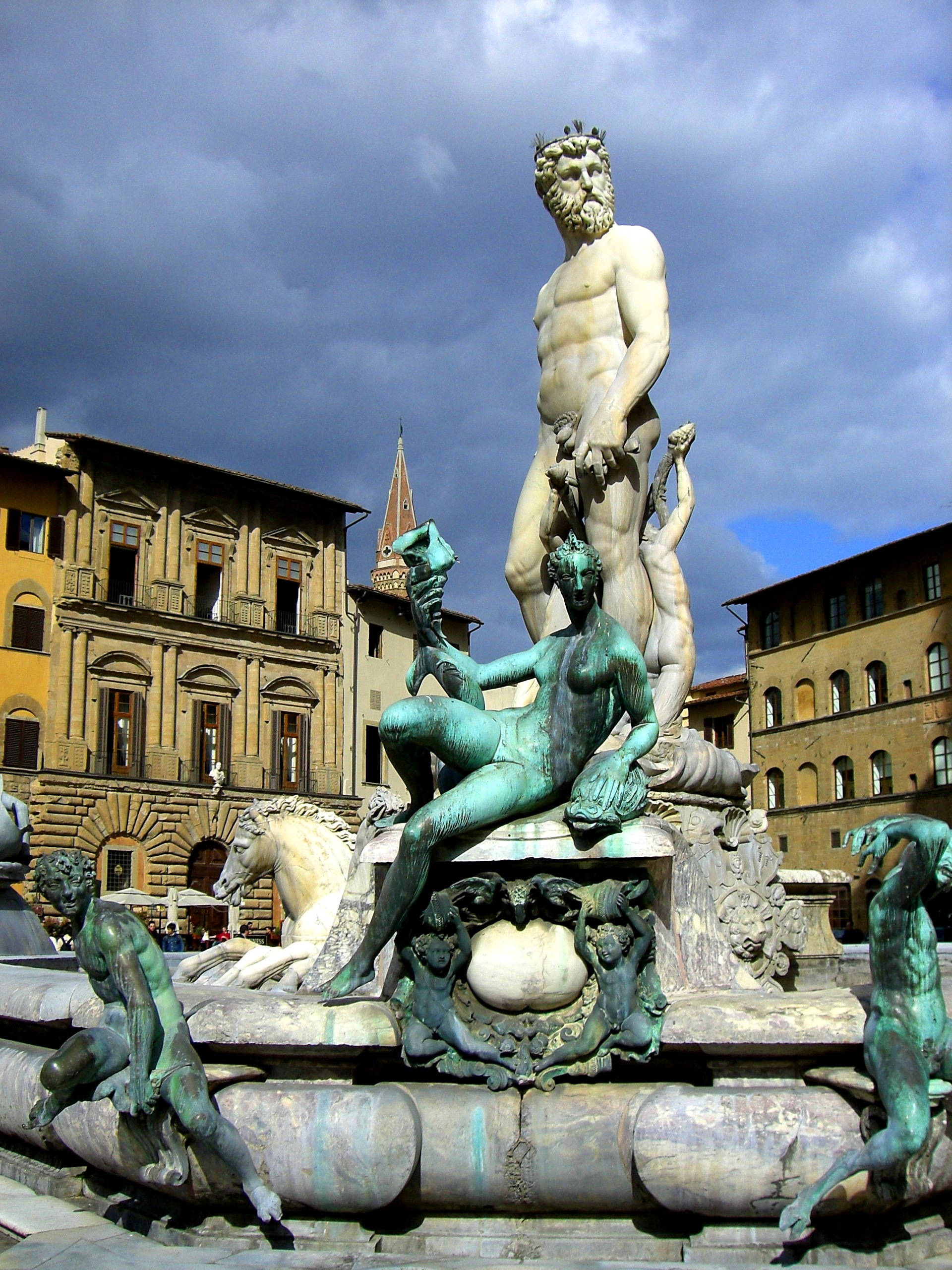
Бьянконе (Фонтан Нептуна). 1563—1577. Площадь Синьории, Флоренция
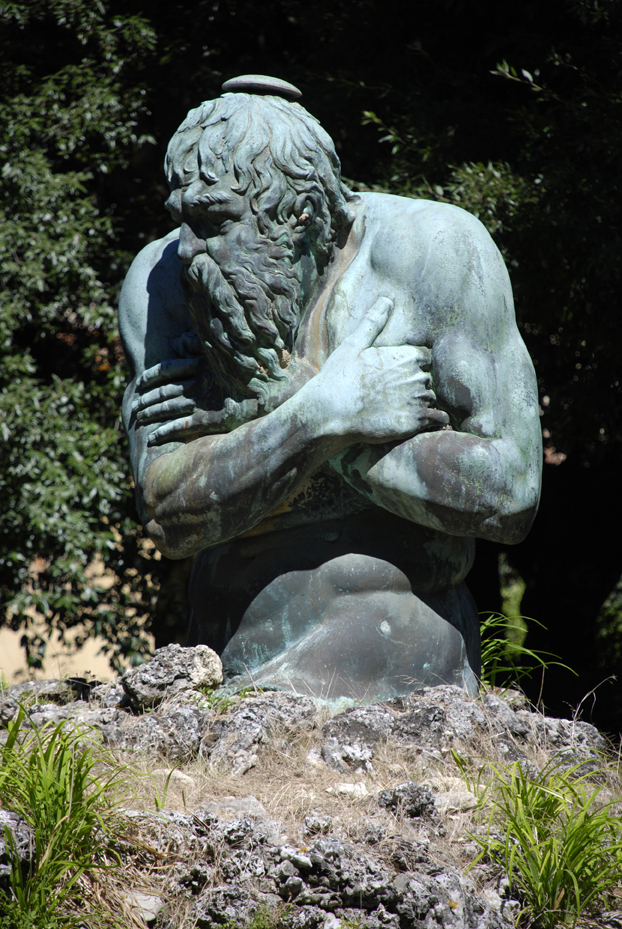
Фонтан «Январь». Вилла Кастелло. 1560-е гг.
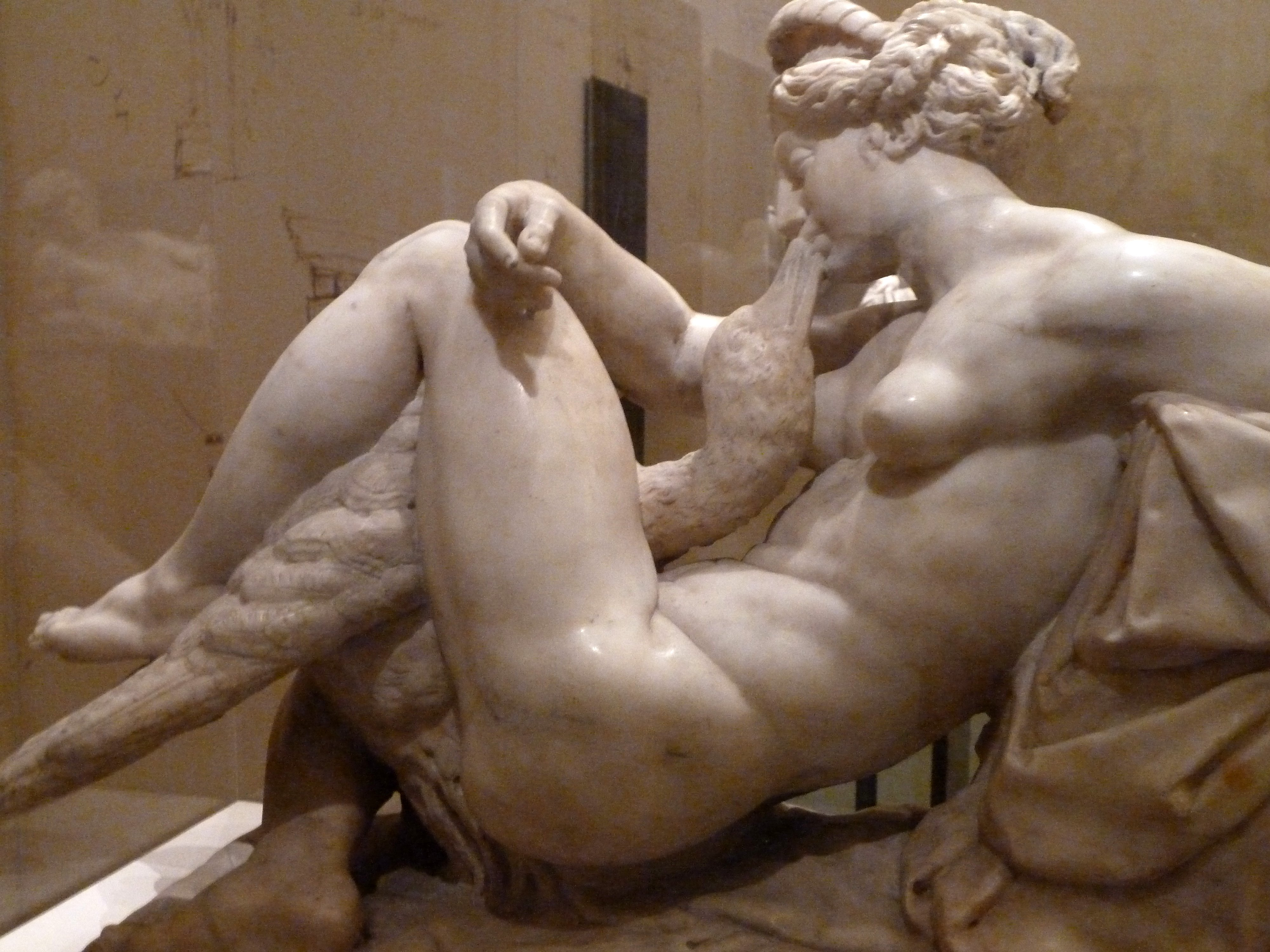
Леда и лебедь (по картине Микеланджело; картина не сохранилась). Ок. 1560 г. Мрамор. Барджелло, Флоренция
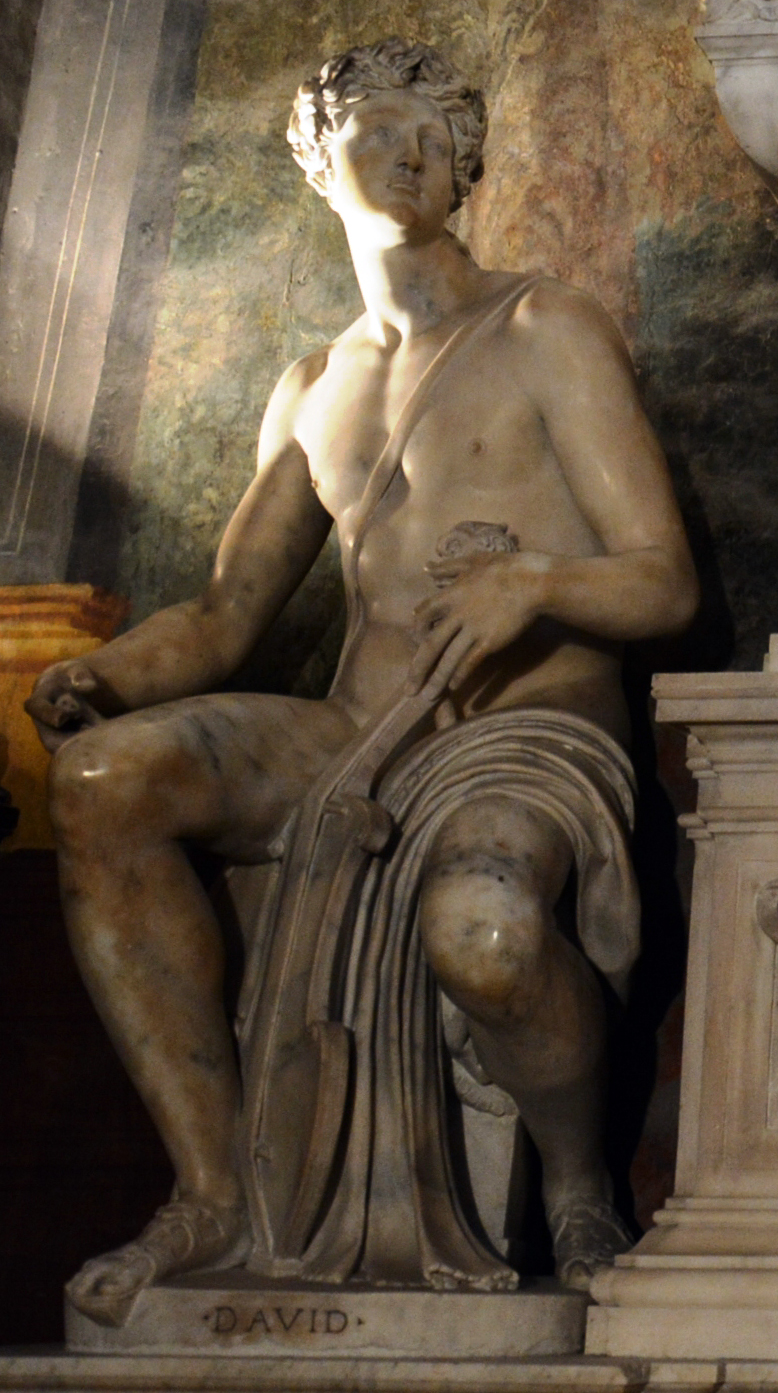
Аполлон (Давид). Скульптура надгробия Якопо Сандзаро в церкви Санта-Мария-дель-Парто-а-Мерджеллина, Неаполь. 1537
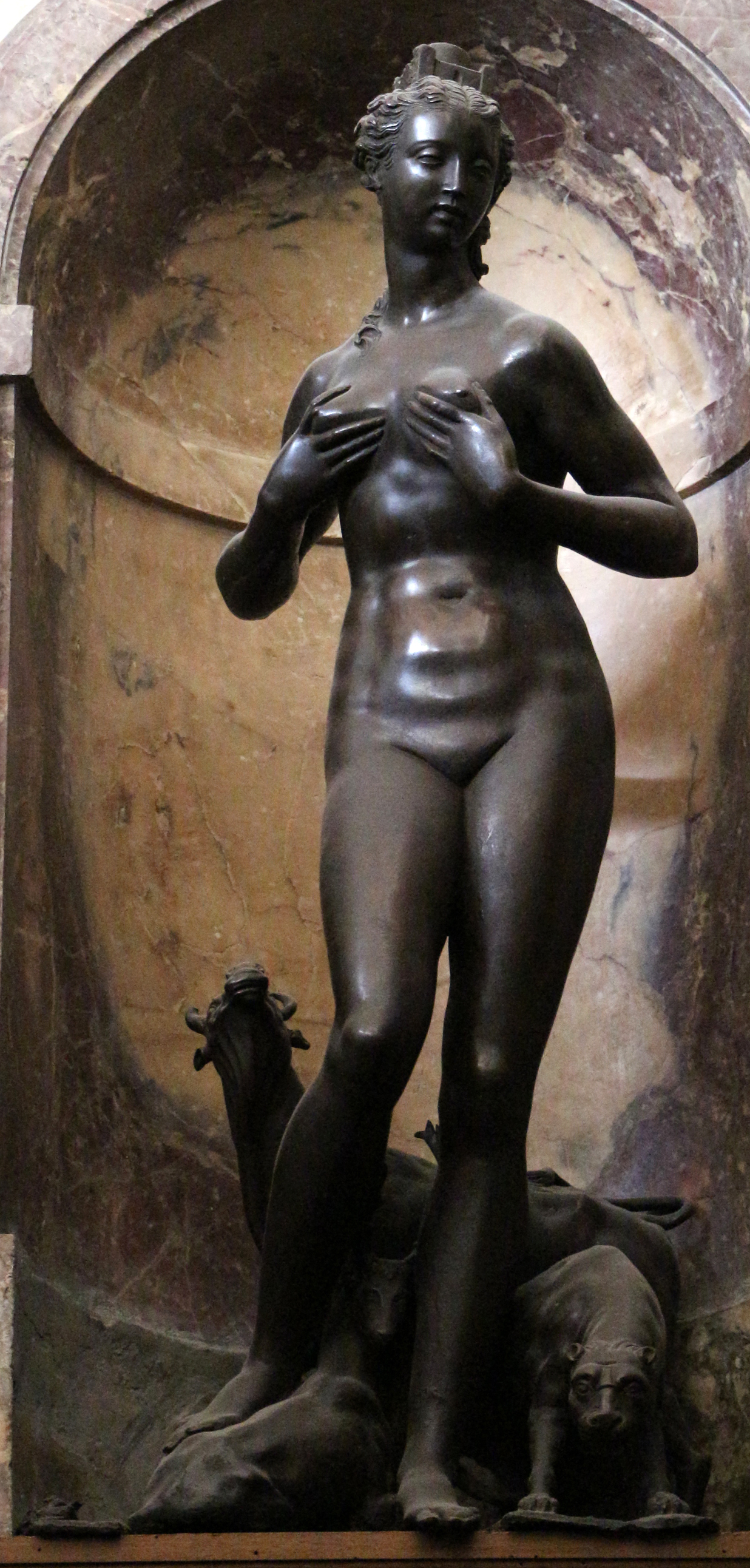
Bенера. 1570—1573. Бронза. Палаццо Веккьо, студиоло Франческо I. Флоренция
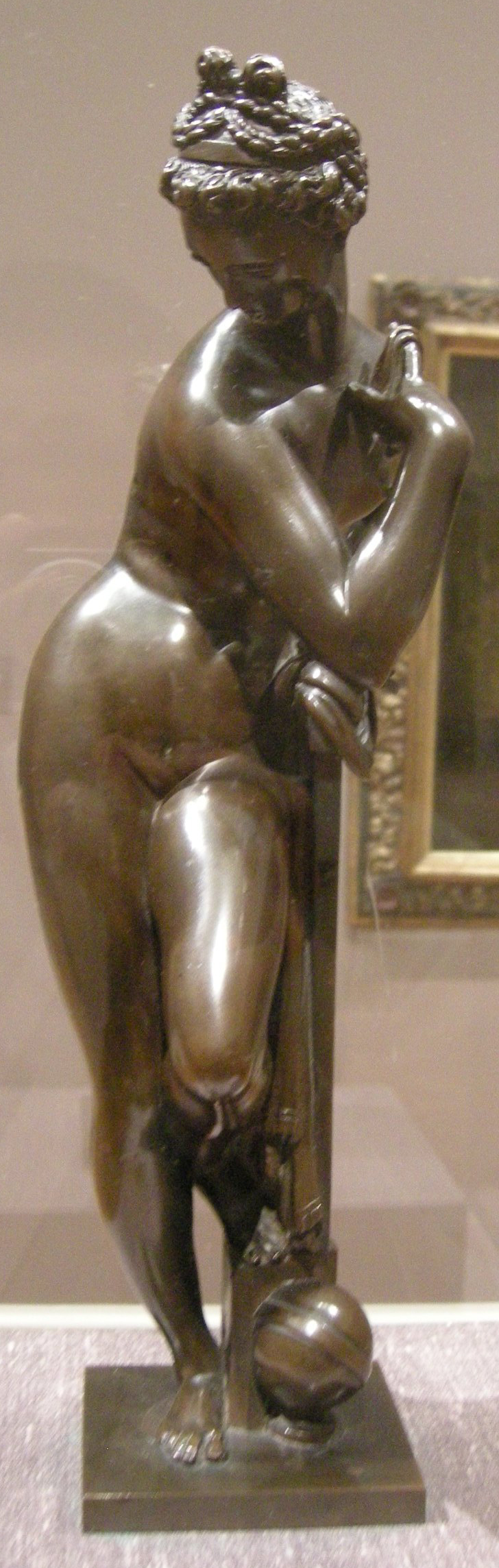
Астрономия. Отливка 1624 г. А. Сусини
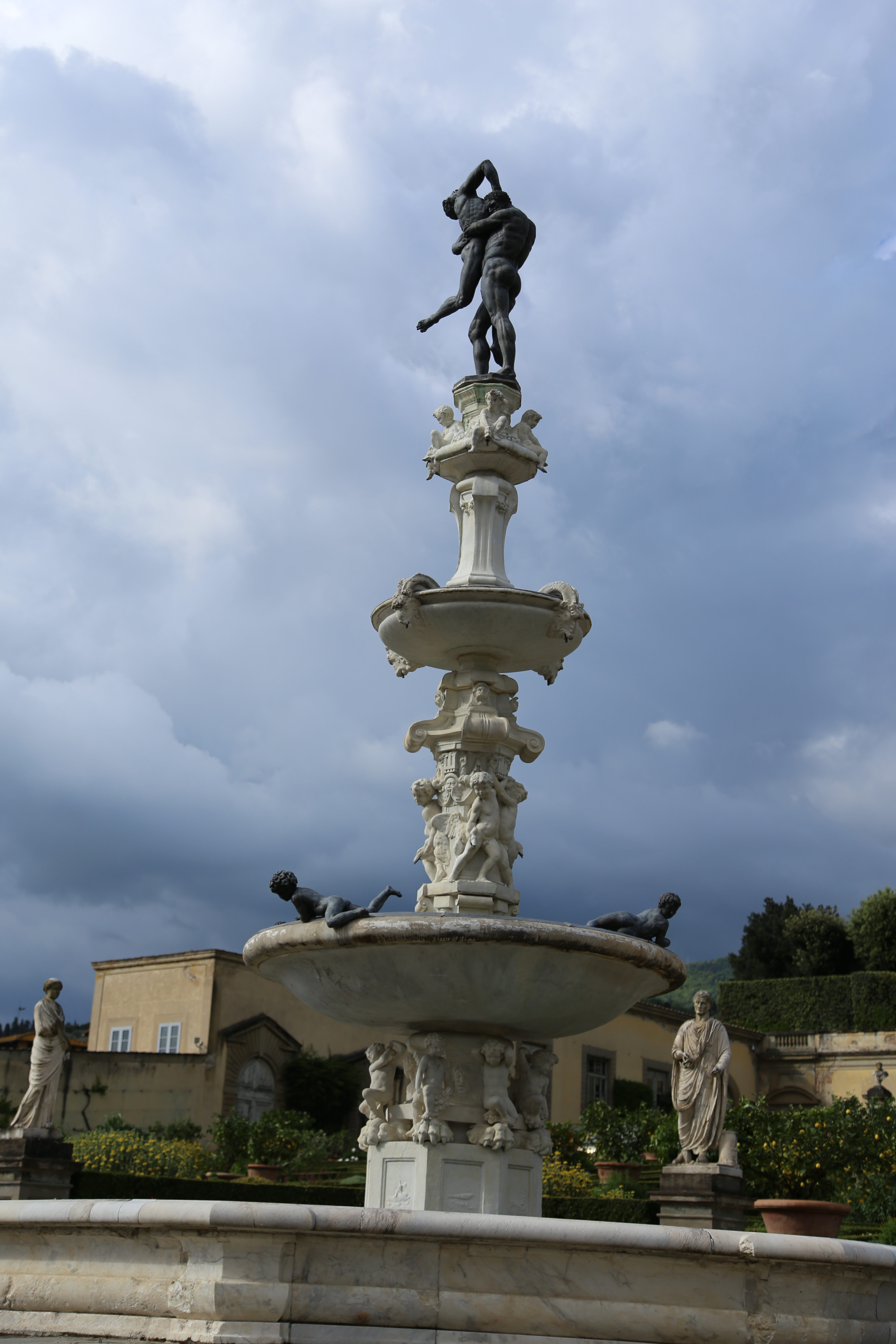
Фонтан со скульптурной группой «Геракл и Антей». Совместно c Никколо Триболо и Пьерино да Винчи. 1558—1560. Вилла Кастелло
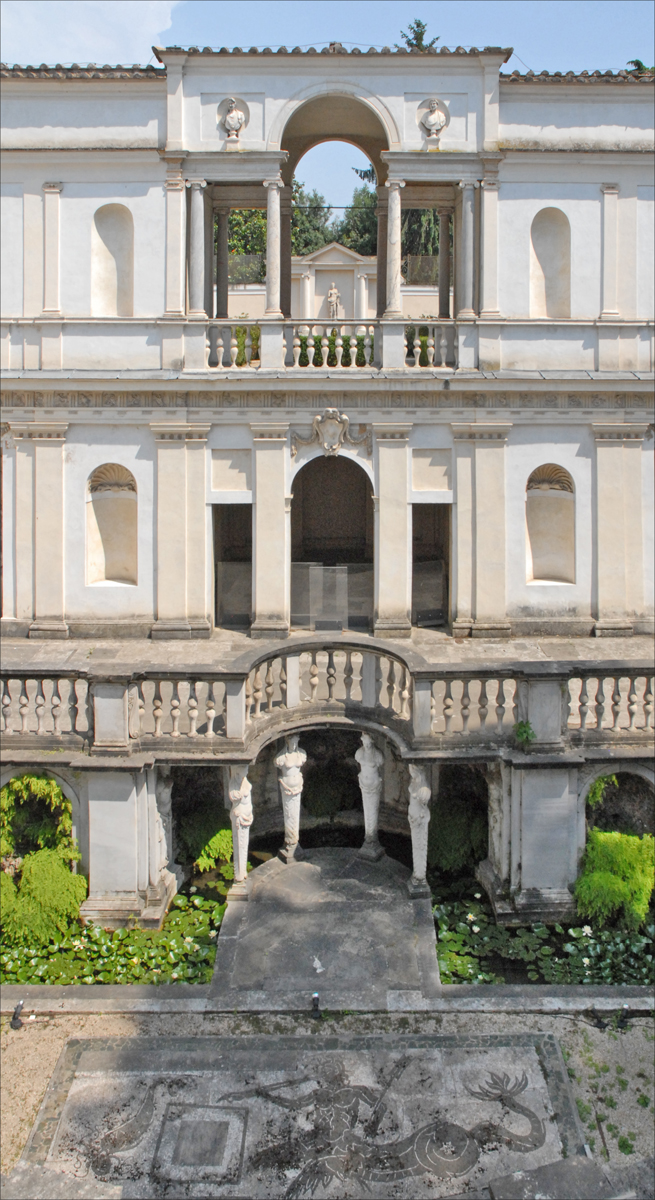
Лоджия и нимфей Виллы Джулия в Риме. 1551—1555
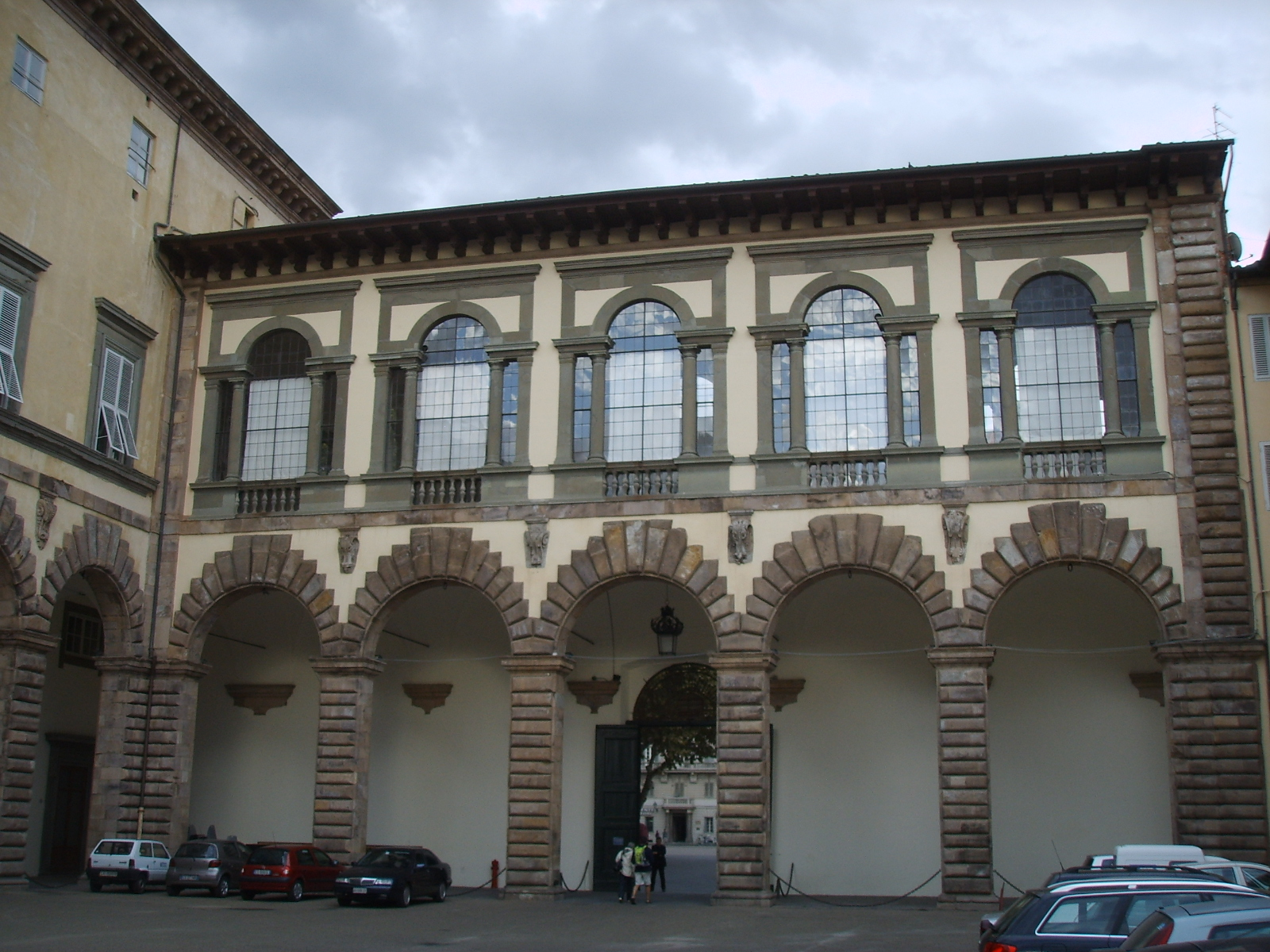
Палаццо Дукале (Герцогский дворец). Лоджия двора. 1578. Лукка
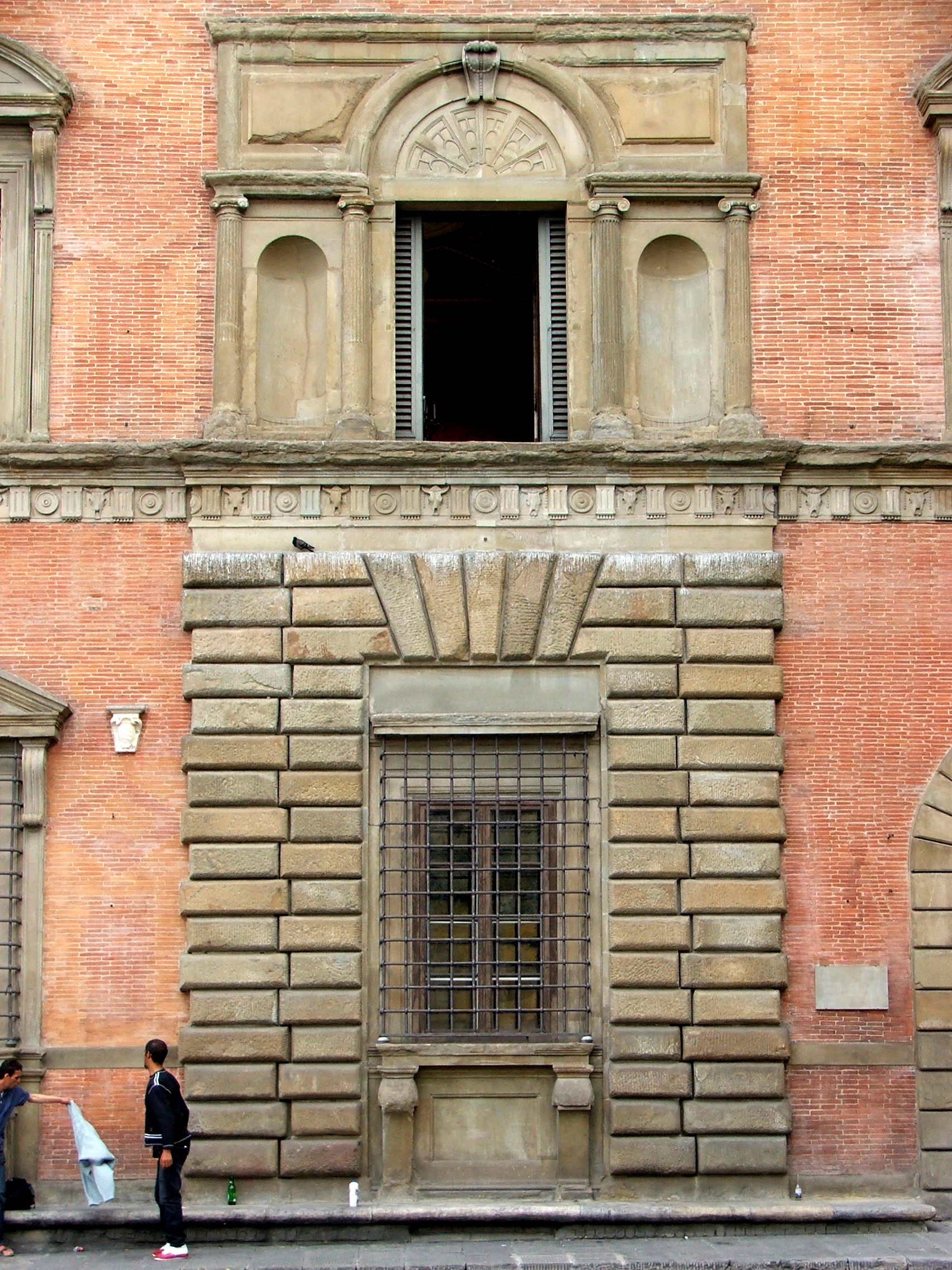
Палаццо Будини Гаттаи, Флоренция. Деталь главного фасада. 1563—1574
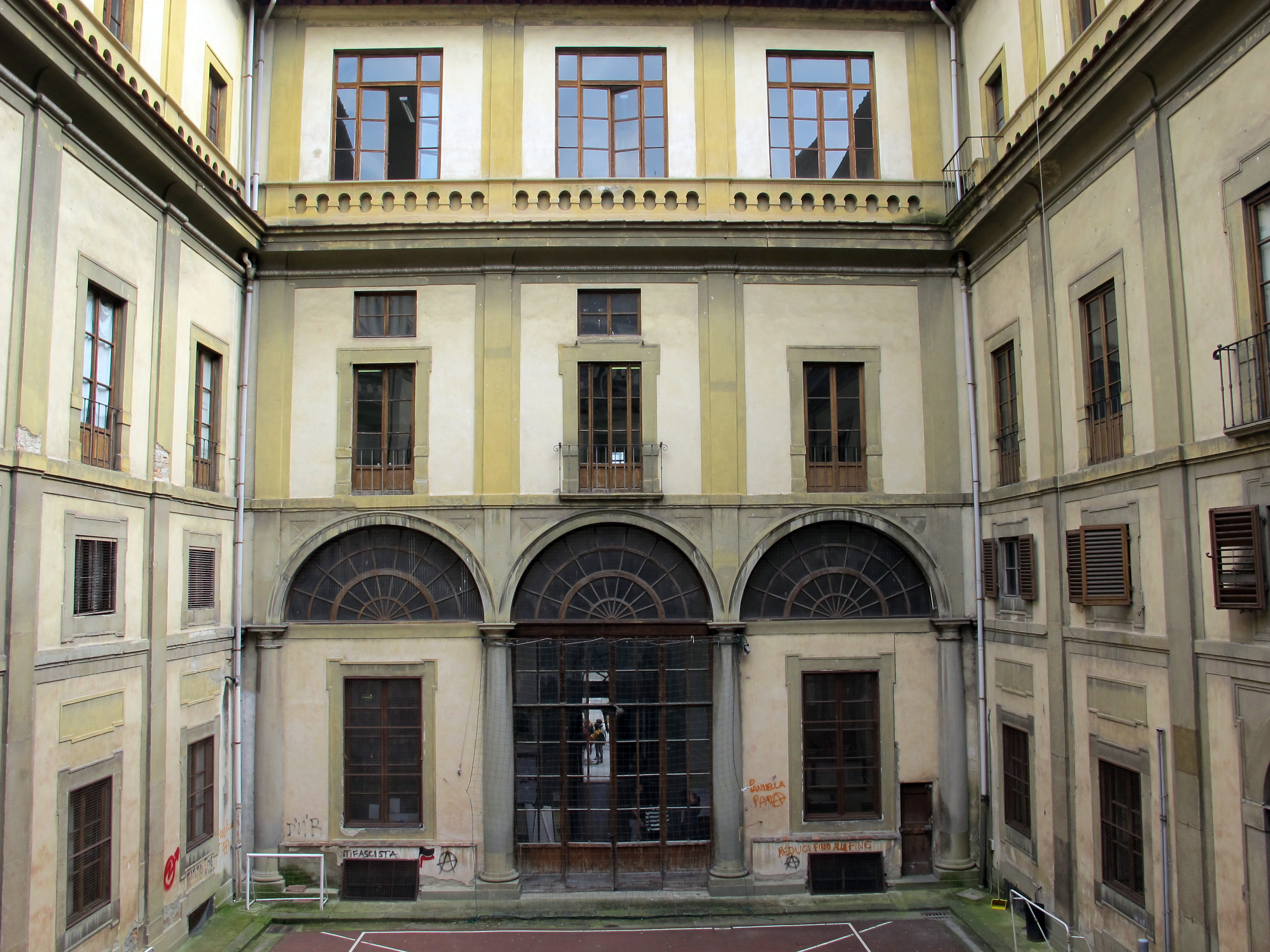
Двор коллегиума иезуитов (Палаццо дельи Сколопи) во Флоренции. 1572—1574
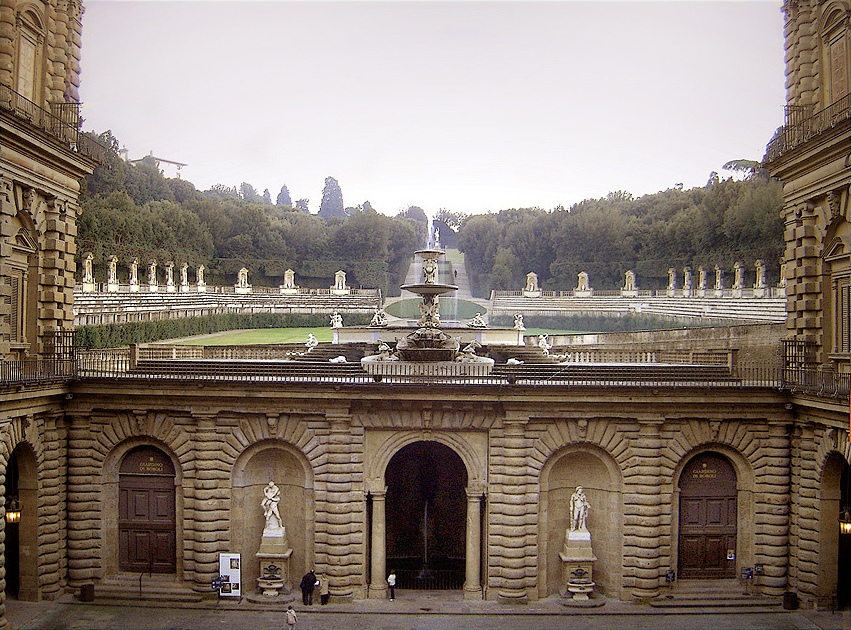
Палаццо Питти. Флоренция. Вид из двора (кортиле) на «навесную галерею» и Сады Боболи. 1558—1570